# Saipem FDS 2
Le Saipem FDS 2 (Field Development Ship) est un navire poseur de canalisations autopropulsé à positionnement dynamique pour le plus grand fournisseur de services offshore italien Saipem, ancienne filiale de la société énergétique Eni. Le navire, qui a été construit en 2011 par le chantier naval sud-coréen Samsung Heavy Industries, navigue sous le pavillon de complaisance des Bahamas, enregistré au port de Nassau.

## Structure et technologie
Le navire a été construit par le chantier naval Samsung Heavy Industries de l'Île de Geoje en Corée du Sud. Il est à la fois navire de pose de pipelines et navire-grue et possède la certification glace.

### Propulsion
Le navire possède 6 groupes électrogènes principaux de 6,000 kW alimentant : 6x1 propulseur azimutal rétractable, 2x1 propulseur d'étrave .

### Pose de pipelines et autres équipements
Son pont de travail a une capacité de charge de 6,000 tonnes. Il peut transporter deux carrousels de 2.000 et 1,500 tonnes. Il est équipé d'une grue principale de 1,000 tonnes, de grues annexes de 100 et 20 tonnes et de treuils de 750 et 500 tonnes de charge. Sa rampe verticale arrière de type J-Lay permet la pose des pipelines de 100 à 900 mm de diamètre avec une force de 3 x 250 tonnes de tension. Il peut aussi travailler en système S-Lay.

### ROV
Il est équipé de deux sous-marins télécommandés de travail (WROV) de type Sonsub-Innovator, capables d'effectuer des tâches à des profondeurs allant jusqu'à 3,000 mètres.

### Hébergement et pont d'hélicoptère
Le module de vie offre un espace pour un maximum 325 personnes. Le logement est conforme aux normes de sécurité internationales et propose, en plus des cabines, des espaces de détente, des bureaux, un hôpital, une cafétéria, un cinéma, une salle de conférence et un gymnase. L'hélipad est approuvé pour les hélicoptères de type Sikorsky S-92.